# Траун, Отто Эренрейх фон
Рейхсграф Отто Эренрейх фон Абеншперг унд Траун (нем. Otto Ehrenreich von Abensperg und Traun; 13 марта 1644, замок Аггштейн — 9 сентября 1715) — австрийский государственный деятель.

## Биография
Сын графа Ханса Отто Эренрейха фон Абеншперг унд Трауна и баронессы Регины Кристины фон Цинцендорф унд Поттендорф.
Был камергером (1639) и тайным советником (1656) у императора Фердинанда III.
В 1690 году назначен ландмаршалом, а затем и генерал-ландполковником Австрии ниже Энса.
В том же году после смерти своего двоюродного брата Йозефа унаследовал фидеикомисс Эглофф, Траун, Петронель, и занял свое место в швабской коллегии рейхсграфов.
В 1694 году Карл II пожаловал его в рыцари ордена Золотого руна.
Император Леопольд I пожаловал графу наследственные должности хлебодара и знаменщика Нижней Австрии.

## Семья
1-я жена (6.02.1668): баронесса Мария Кристина фон Цинцендорф унд Поттендорф (19.09.1650—30.11.1689), дочь барона Кристоферуса фон Цинцендорф унд Поттендорфа и графини Сусанны Катарины фон Абеншперг унд Траун
Сын:
- Максимилиан Август (р. и ум. 1669)

2-я жена (2.09.1691): графиня Юлиана Аполлония фон Опперсдорф (3.02.1663—16.10.1701), дочь графа Францискуса Ойсебиуса фон Опперсдорфа и баронессы Анны Сусанны фон Беес унд Хростин
Дети:
- граф Франц Антон (4.06.1674—12.09.1745). Жена (29.08.1700): графиня Мария Элеонора Тереза Бонавентура Пальфи де Эрдод (7.11.1682—7.09.1729), дочь графа Миклоша V Пальфи и баронессы Катарины Элизабет фон унд цу Вейхс
- граф Кристоф Юлиус Эренрейх (6.03.1679—1704). Жена (1704): графиня Мария Максимилиана фон Альтанн (1675—1751), дочь графа Иоганна Кристофа фон Альтанна и Анны Терезии фон Ламберг
- Йозеф Леопольд (р. и ум. 1686)
- Карл (1688—1691)
- Йозеф (р. и ум. 1689)
- Отто (1699/1700—1731)

3-я жена (15.7.1704): графиня Мария Элизабет фон Ленгхеймб (24.01.1666—10.05.1719), дочь барона Ханса Андреаса фон Ленгхеймба и Марии Анны Хелены Машвандер, вдова графа Хельмгарда Кристофа Унгнад фон Вейсенвольфа
Дети:
- граф Иоганн Адам I (30.04.1705—13.12.1786). Жена (6.10.1727), графиня Мария Аполлония фон Зинцендорф (17.11.1711—20.02.1771), дочь графа Зигмунда Рудольфа фон Зинцендорфа и Иоганны Катарины фон Ностиц-Рокиниц
- Регина Мария Кристина (1670—1690)
- Мария Йозефа (1672—1756), монахиня
- графиня Маргарета Кристина (21.10.1677—1725). Муж (24.05.1694): граф Габор Эстерхази де Галанта (1673—1704)
- Мария Эрнестина (1682/1683—1729), монахиня
- Элеонора (1696—1698)
- графиня Мария Антония Йозефа (28.04.1706—1755). Муж (9.12.1726): граф Максимилиан фон Франкенбург унд Людвигсдорф (ум. 1760)
- Мария Катарина (27.09.1707—1708)
- графиня Мария Кристина Карлотта (2.08.1709—1766). Муж 1): Фердинанд де Буамон, граф цу Пайерсбург; 2) (1751): граф Адам Кери